# Elgin Courier
Elgin Courier es un periódico de la ciudad de Elgin, Texas, en los Estados Unidos.

## Historia
Fundado por Miles Hill, el periódico se publica semanalmente desde 1890.  Aunque no fue el primer periódico de la ciudad (antes de 1890 existían The Meteor, The Times y otros ), se convirtió en el periódico de referencia de gran parte de las comunidades circundantes del condado de Bastrop, junto con The Bastrop Advertiser y los medios de la ciudad más grande de Austin . 
El periódico fue adquirido por Julian O. Smith en 1901,  quien lo publicó hasta 1948, período durante el cual tuvo un gran crecimiento. Actualmente es propiedad de Blackland Publications, que también es propietaria de otros periódicos locales en Texas . 